# 金慧峻
金慧峻（1995年5月8日—），或译金慧埈，韓國女演員。

## 生涯
2015年以網路劇《大勢的百合》出道，之後在tvN《韓國SNL》第七季固定出演。2019年，在Netflix原創劇《屍戰朝鮮》中飾演王妃趙氏。在電影《未成年》飾演朱莉，以精湛演技獲得第40屆青龍電影獎最佳女新人獎。
2020年以水木連續劇《十匙一飯》中所飾演的劉光娜，獲得MBC演技大獎女子新人獎，提名月火及短篇劇部門女子優秀演技獎。

## 演出作品

### 電視劇
| 年份   | 電視台        | 劇名                 | 角色     | 備註     |
| 2015年 | Dingo Studios | 《大勢的百合》       | 慶珠     |          |
| 2016年 | SBS           | 《浪漫醫生金師傅》   | 張賢珠   |          |
| 2017年 | Naver         | 《明天開始我們》     | 婉善     |          |
| 2017年 | SBS           | 《重逢的世界》       | 成秀智   |          |
| 2017年 | JTBC          | 《只是相愛的關係》   | 李在英   |          |
| 2018年 | KBS2          | 《最完美的離婚》     | 姜馬路   |          |
| 2019年 | Netflix       | 《屍戰朝鮮》         | 王妃趙氏 |          |
| 2020年 | Netflix       | 《屍戰朝鮮2》        | 王妃趙氏 |          |
| 2020年 | MBC           | 《十匙一飯》         | 劉光娜   |          |
| 2021年 | JTBC          | 《具景伊》           | 宋伊景   |          |
| 2022年 | Disney+       | 《Connect：連瞳》    | 崔伊琅   |          |
| 2023年 | SBS           | 《浪漫醫生金師傅3》  | 張賢珠   | 特別出演 |
| 2024年 | Disney+       | 《殺人者的購物中心》 | 鄭智安   |          |
| 2025年 | Netflix       | 《現金英雄》         | 金敏淑   |          |

### 電影
| 年份   | 片名                            | 角色   | 備註  |
| 2015年 | 《The Rooftop Romance》（短片） |        |       |
| 2015年 | 《SeonMi》（短片）              |        |       |
| 2017年 | 《Superpower Girl》（短片）     |        |       |
| 2018年 | 《春天的街道》                  | 香     |       |
| 2019年 | 《未成年》                      | 朱莉   |       |
| 2019年 | 《變身》                        | 朴善瑀 |       |
| 2021年 | 《天坑》                        | 洪恩珠 | [ 3 ] |
| 待公布 | 《你和我的季節》                |        | [ 4 ] |

### 综艺
| 日期   | 電視台 | 節目              | 集數 | 主題 | 備註 |
| 2016年 | tvN    | 《韓國SNL 第7季》 |      |      |      |

### MV
| 年份   | 發布日期 | 歌手              | 歌曲            | 合作藝人 | 官方影片     |
| 2016年 | 8月19日  | （朴宰范, Kirin） | 《CITY BREEZE》 |          | AOMGOFFICIAL |

## 獲獎和提名
| 年份 | 頒獎典禮             | 獎項                            | 作品                 | 結果 |
| 2019 | 第28屆釜日電影獎     | 最佳新人女演員獎                | 《再見，未成年》     | 提名 |
| 2019 | 第40屆青龍電影獎     | 最佳新人女演員獎                | 《再見，未成年》     | 獲獎 |
| 2020 | 第56屆百想藝術大獎   | 電影部門 女子新人演技獎         | 《再見，未成年》     | 提名 |
| 2020 | 第十四屆亞洲電影大獎 | 最佳女子新人獎                  | 《再見，未成年》     | 提名 |
| 2020 | 2020 MBC演技大獎     | 月火及短篇劇部門 女子優秀演技獎 | 《十匙一飯》         | 提名 |
| 2020 | 2020 MBC演技大獎     | 女子新人獎                      | 《十匙一飯》         | 獲獎 |
| 2021 | 亞洲模特獎           | 新星獎                          | 《具景伊》           | 獲獎 |
| 2022 | 第58屆百想藝術大獎   | 電視部門 女子新人演技獎         | 《具景伊》           | 獲獎 |
| 2024 | 第3屆青龍系列大獎    | 電視部門 新人女演員獎           | 《殺人者的購物中心》 | 提名 |

## 外部連結
- 金慧峻的Instagram帳戶
- 金慧峻在NAVER上的资料
- 金慧峻在韩国电影数据库（KMDb）上的資料（韓語）
- 金慧峻在互联网电影资料库（IMDb）上的資料（英文）